# O’
Pour la série télévisée québécoise, voir O' (série télévisée).
O' est une particule de nombreux noms de famille d'origine irlandaise comme : O'Toole, O'Donnell, O'Connely, O'Hara, O'Neil, O'Brian…
Selon les sources, elle peut soit dériver du gaélique Ó signifiant « petit-fils »,, soit être une apocope de of et faire ainsi référence à un lieu comme le « de » français ou le « von » allemand[réf. souhaitée].